# Théorie des représentations du discours
Pour les articles homonymes, voir DRT.
La théorie des représentations du discours (sigle : DRT pour l'anglais discourse representation theory) est un modèle théorique offrant une représentation du langage par l'examen du contenu sémantique dépendant du contexte dans un discours. Il fut créé à l'origine par Hans Kamp, en 1981, pour résoudre le problème des pronoms donkey. Une théorie très similaire fut développée indépendamment par Irene Heim en 1982 sous le nom de File Change Semantics (« Théorie du changement du contexte »).
En un sens, la DRT est une variation du calcul des prédicats du premier ordre, ses formes sont des couples de formules du premier ordre et de variables libres. 
Dans la sémantique des langues naturelles traditionnelles, seules les phrases individuelles sont examinées, mais le contexte du discours joue également un rôle sur le sens. Par exemple les pronoms anaphoriques tels que il ou elle réfèrent à des constantes individuelles introduites précédemment dans le but d'obtenir leur sens. La DRT utilise des variables pour chaque constante individuelle pour résoudre ce problème. Un discours est représenté par une DRS, un segment de représentation du discours, une boîte avec des variables à son sommet et en dessous, des phrases en langue naturelle transcrites en langage formel, et cela dans l'ordre du discours original. Des sous-DRS peuvent être utilisées pour différents types de phrases.